# Nație de extratereștri
Nație de extratereștri (în engleză Alien Nation) este un film american științifico-fantastic din 1988 regizat de Graham Baker și produs de Gale Anne Hurd, Richard Kobritz și Bill Borden. Scenariul este scris de Rockne S. O'Bannon. În film interpretează actorii James Caan, Mandy Patinkin, Terence Stamp și Kevyn Major Howard.  Alan Dean Foster a realizat o adaptare pentru roman a filmului.

## Prezentare
Filmul prezintă povestea integrării unui grup de extratereștri în Los Angeles. Realizat în 1988, acțiunea filmului are loc în anul 1991. Scenariul filmului este unul polițist cu elemente științifico-fantastice.

## Distribuție
- James Caan -  Matthew Sykes
- Mandy Patinkin - Sam "George" Francisco
- Terence Stamp - William Harcourt
- Kevyn Major Howard - Rudyard Kipling
- Leslie Bevis - Cassandra
- Peter Jason - Fedorchuk
- Tony Perez - Alterez
- Jeff Kober - Joshua Strader
- Keone Young - Winter
- Brian Thompson - Trent Porter
- Francis X. McCarthy - Cpt. Warner
- Roger Aaron Brown - Bill Tuggle
- Regis Parton - Cecil Porter
- Earl Boen - Duncan Crais